# دیلندورف
دیلندورف (به آلمانی: Dillendorf) یک شهر در آلمان است که در راین-هونسروک واقع شده‌است. دیلندورف ۶۲۳ نفر جمعیت دارد.